# کینا راث‌همر
کینا راث‌همر (به انگلیسی: Keena Rothhammer) (زادهٔ ۲۶ فوریهٔ ۱۹۵۷) شناگر اهل ایالات متحده آمریکا است.